# Nagore Gabellanes
Nagore Gabellanes, född den 25 januari 1973 i San Sebastián, Spanien, är en spansk landhockeyspelare.
Hon tog OS-guld i damernas landhockeyturnering i samband med de olympiska landhockeytävlingarna 1992 i Barcelona.